# Apotropina albiseta
Apotropina albiseta är en tvåvingeart som först beskrevs av Malloch 1924.  Apotropina albiseta ingår i släktet Apotropina och familjen fritflugor. Inga underarter finns listade i Catalogue of Life.